# Leptacis leroyi
Leptacis leroyi är en stekelart som först beskrevs av Jean Risbec 1958.  Leptacis leroyi ingår i släktet Leptacis och familjen gallmyggesteklar. Inga underarter finns listade i Catalogue of Life.